# Synagoge van Göteborg
De Synagoge van Göteborg (Zweeds: Göteborgs synagoga; Hebreeuws: בית הכנסת בגטבורג) is een synagoge in Göteborg, Zweden. Het werd door de Duitse architect August Krüger ontworpen en in 1855 geopend. Er zijn 300 zitplaatsen aanwezig. De gemeente is conservatief joods.

## Geschiedenis
De eerste synagoge van Göteborg was van hout en werd gebouwd aan het einde van de 18e eeuw, maar brandde in 1802 af. De tweede synagoge werd in 1808 ingehuldigd, maar was rond het midden van de 19e eeuw vervallen. De huidige synagoge is derde van de stad en werd voltooid op 12 oktober 1855. Sinds 2 juli 1999 is het gebouw een monument.
De joodse begraafplaats werd ingehuldigd in 1790 en uitgebreid in 1817, tegelijkertijd met de bouw van de grafkapel.

## Architectuur
Het gebouw bestaat uit een rechthoekige ruimte met een plat plafond en ronde boogramen met loden spijlen. De kamer, die in bruin en goud is, heeft een verhoging aan de voorkant, waar Thorarollen gelezen kunnen worden. Ook zijn er perkamentrollen aanwezig.
Op de balk bevinden zich twee grote negenarmige kandelaars. Beneden zijn de bankblokken van de parochie voorzien van kasten en lades. De zitplaatsen zijn genummerd en waren voorheen persoonsgebonden.
De versieringen bestaan uit geometrische patronen; sculpturen en soortgelijke afbeeldingen ontbreken.

## Vandalisme
Circa 25-30% van de lidmaatschapsgelden wordt gebruikt voor veiligheidsmaatregelen. De synagoge werd op zaterdag 9 december 2017 met brandbommen aangevallen. Op dat moment waren er circa veertig jongeren aanwezig, die naar de schuilkelder vluchtten en ongedeerd bleven. Drie migranten, waarvan twee staatloze Palestijnen en één Syriër, werden gearresteerd. Aanklager Stina Lundqvist stelde dat ongeveer 10 tot 15 gemaskerde mensen het gebouw zouden hebben aangevallen. De aanval werd door burgemeester Ann-Sofie Hermansson als antisemitisch bestempeld. In de nasleep van de aanslag bezochten twee ministers de synagoge als blijk van steun.